# Mozes Jacobs
Mozes Simon Jacobs (geb. 26. November 1905 in Amsterdam; gest. 9. Juli 1943 im Vernichtungslager Sobibor) war ein niederländischer Turner.

## Biographie

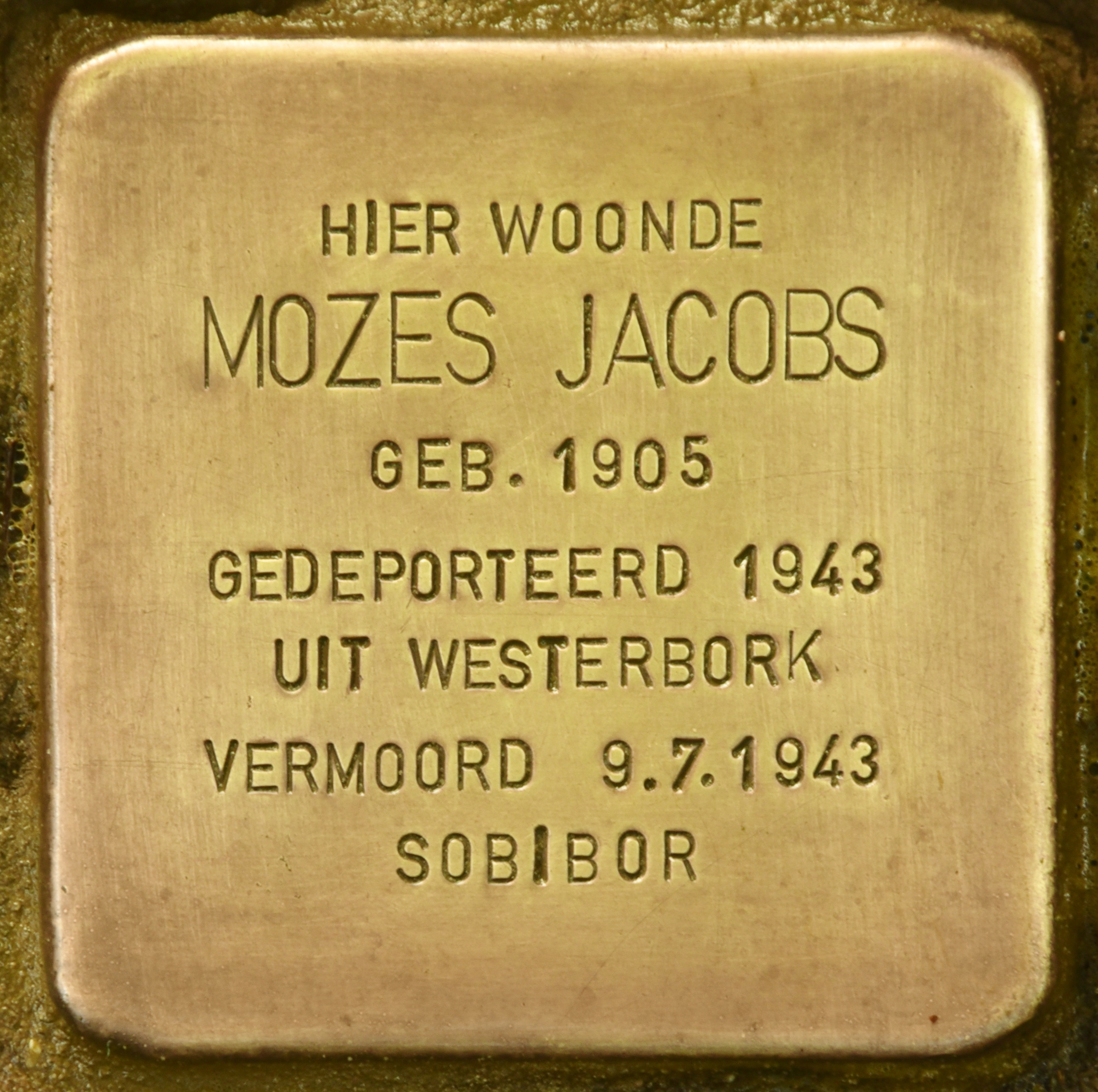
Stolperstein für Mozes Jacobs

Mozes Jacobs war ein Sohn von Simon Jacobs (1885–1942) und Kaatje Blitz (1885–1942). 1929 heiratete er Sara Sluijs (1905–1992); das jüdische Paar lebte zunächst in Amsterdam und bekam drei Töchter. Jacobs war Sportlehrer von Beruf. Er war Mitglied der Turnvereniging BATO, einer der bekanntesten jüdischen Turnclubs in Amsterdam.
1928 nahm Jacobs an den Olympischen Spielen in seiner Heimatstadt Amsterdam teil. Er startete in allen Turn-Disziplinen und belegte mit der Mannschaft in der Mehrkampfwertung Platz acht; in der Einzelwertung wurde er 60. Seine Mannschaftskameraden waren Elias Melkman (1942 in Auschwitz ermordet), Pieter Johan van Dam, Israel Wijnschenk (1943 in Auschwitz ermordet), Willibrordus Bernardus Pouw, Klaas Boot sr., Jacobus Ferdinand van der Vinden und Hugo Georg Licher. Trainer der Mannschaft war Gerrit Kleerekoper (1943 in Sobibor ermordet). Die niederländische Turnmannschaft der Frauen errang bei diesen Spielen die Goldmedaille. Vier dieser Turnerinnen wurden ebenfalls wegen ihrer jüdischen Herkunft ermordet.
1939 zog die Familie Jacobs aus der Großstadt Amsterdam nach Hulshorst in das Waldgebiet Veluwe, da – wie eine seiner Töchter später schrieb – „klar wurde, dass eine große Katastrophe unmittelbar bevorstand“. Im Mai 1940 wurden die Niederlande von der deutschen Wehrmacht besetzt. 1942 wurden die drei Töchter an sicheren Adressen untergebracht, die Mutter tauchte für neun Monate im Verscholen Dorp unter. Mozes Jacobs selbst schloss sich dem Widerstand an, beteiligte sich an Sabotage-Aktionen und unterstützte untergetauchte Menschen. Am 1. April 1943 wurde er in Vierhouten verhaftet, über Arnhem nach Westerbork gebracht und von dort in das Vernichtungslager Sobibor deportiert. Dort wurde er am 9. Juli 1943 ermordet.
Jacobs’ Ehefrau Sara und seine Töchter überlebten das Kriegsende. Seine drei Geschwister wurden im Holocaust ermordet.
Im Juli 2013 wurde vor dem letzten Wohnort von Mozes Jacobs in Hulshorst, Zandhuisweg 84, ein Stolperstein verlegt. Es war der erste Stolperstein in der Gemeinde Nunspeet.